# 早食い・大食い

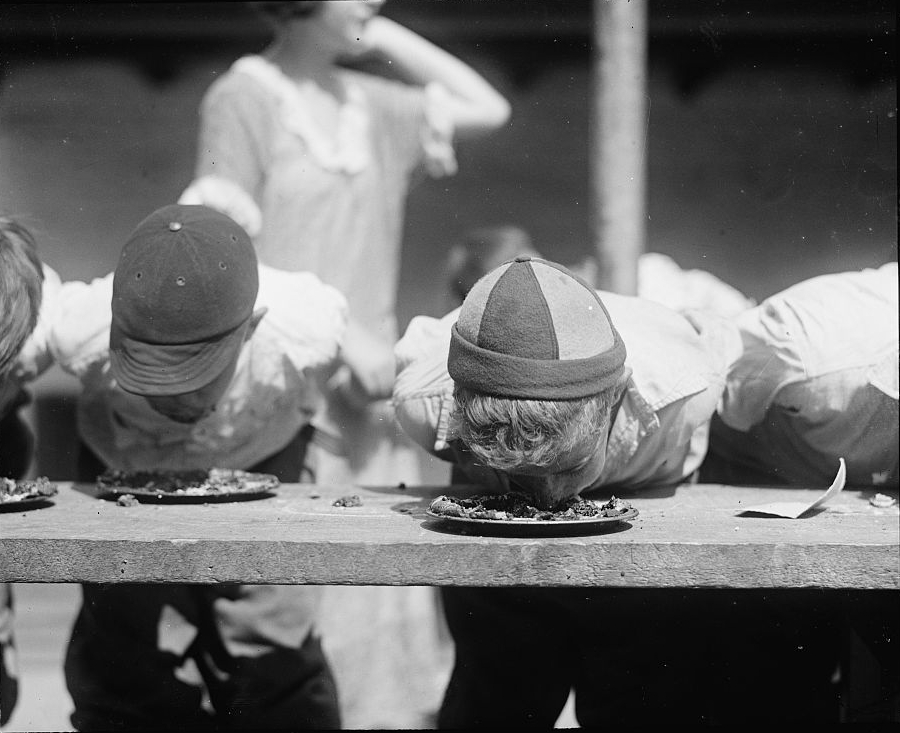
パイの早食い競争

早食い（はやぐい）とは、食料や料理をともかく早く食べる行為である。大食い（おおぐい）とは、大量に食べる行為である。大食（たいしょく）ともいう。
共に、健康にとって悪い影響を与えることがあり、文化によっては食文化としての品性に欠けたマナーに反する食べ方だと言われることもある。

## 概要
早食いや大食いは、催しとして行われているものや、競技（スポーツ）とみなすものがある。また、娯楽番組の見せ物としてテレビで放送されることがある。
早食いは、特に忙しいサラリーマンなどに多く見られる物で、以下の特徴がある。
- あまり噛まないで飲み込む
- 味はお構いなし（＝味を感じる間が無い）[1]
- 大抵は大食いでもある
- 水を大量に飲む

古くは武士、職人の屋台による食事、そして旧日本軍の習慣が戦後、ビジネスマン、公務員、医師、看護師などに受け継がれたものである。軍隊等では短時間で食事を終わらせることも合理性がある場合もある。
近年では胃腸に負担が掛かり、消化器疾患を患う原因ともされており、そのような食べ方が改められるよう求める意見も存在する。通常15-30分かけて食事をとるより早食いした場合、蠕動運動が活発なまま大量の食物を運搬するため、急激な倦怠感や眠気を伴う血糖値スパイクの原因になる。しかし相変わらず忙しさのために食事の時間を削らざるを得ず、早食いに徹することが多い。立ち食い店や、ファーストフード店が多く利用される。
その一方、フランス語で大食を意味するグルマン（ Gourmand ）は美食家の意味を内包する。早食いではない大食の者では、しばしば味や風味を重視する者もおり、こちらは食通（グルメ）に通じる（→食通）。ただし日本語の範疇として「早食い」や「大食」といった要素が前面に出る場合は、風味が二の次である傾向は否定できない。風味を重視する場合は美食家の範疇で扱われる。裕福や美食の象徴が、大食いによる肥満ともされた。

### 定義等
早食いの場合、満腹感を得るための消化・吸収と血糖値の上昇が間に合わず、多くの場合において満腹感を得た時点で大食いとなっている場合が多い事から、早食いは大食いと同義とされることがある。
これは、食事が人生における娯楽の大きな部分を占めるものであるにも拘らず、満腹になってしまえばどんな美食であろうとも中断せざるを得ないということにも絡んでいると思われる。古今東西の美食家の中には、食べた傍から吐き戻して更に食べるなどの涙ぐましく、そして食に対する冒涜とも受け取られかねない行為を行う者もいる。

### 痩せの大食い
大量に食を摂取しても太らない体質の人を指す言葉である。原因は大きく二つある。一つは胃の形状である。胃が腸へと垂れ下がった形状をしている場合（胃下垂とは異なる）、食べ物は胃に長くは留まらずに腸へと流れていく。もう一つは体温維持を図る褐色脂肪細胞を多く持っている場合である。これが活発な場合、摂取した余分なエネルギーは熱として放出される。栄養の吸収が良くない事が原因の一つとも考えられる。
なお、マウス実験の段階ではあるが、大阪大学大学院医学系研究科の下村伊一郎教授の研究によると（2004年10月の報告、アメリカの雑誌ネーチャー・メディスンに掲載）、脂肪組織内にある酵素PTENを減らすことでやせの大食い体質になることがわかっている。ただ2005年05月19日、上記の下村教授の論文は捏造であるとの報道がなされており、米医学誌「ネイチャー・メディシン」に論文の取り下げを申し入れた。いくら食べても太らないマウスは幻となった。
その一方で、いわゆる寄生虫が体内にいると栄養吸収が阻害され、痩せるという俗説がある。ことサナダムシの特に人体に及ぼす影響の少ない種類のものを意図的に入れている有名人（モデルなど）もいるという噂ないし民間療法もまことしやかに語られるが、効果の程は定かではない。寄生虫に絡んでは衛生仮説のような仮説もあるが、こと近代以降で社会全体の衛生が著しく発達した現代社会では、寄生虫の宿主になる機会も減少（→糞）、「痩せの大食い＝寄生虫の宿主」説は俗説の域を出ないのが実情である。サナダムシなど寄生虫の研究でも知られる藤田紘一郎元東京医科歯科大学教授は当初「サナダムシダイエット」を著書中で言及したが、近年の著書ではダイエットについて触れていないという。

## 功罪・批判
常識の範疇で「よく食べること」は「よく働くこと」と同じく良いこととされている。食欲旺盛な様子に対する肯定的な表現としては、健啖（けんたん）という言葉がある。
もっとも、これらは常識の範疇にある場合で、常識を逸脱した早食い・大食いは嫌悪・非難の対象となりうる。特に食事のマナーによる所が大きく、食べ方に下品で見苦しい点がある場合は嫌われる要因となりやすい。また、食べ物を粗末にするなという視点も存在し、いわゆる「腹八分目」など満腹を忌避する価値観も存在する。
大食い大会などの催しは食糧を無駄にしているという批判がある。特に貧困が著しく社会問題となっている国の国民からすれば大食いは貴重な食料を無駄に消費しているように映りがちである。
国外では中国の全国人民代表大会常務委員会が2020年12月22日に、食品ロス削減を目的に食品の浪費を禁じる法案の審議に入り、2021年4月29日に「反食品浪費法」として可決・成立した。飲食店が顧客に過剰な注文をさせたり、「大食い」を売りにしたテレビ番組や動画を流したりすることを禁じる内容であり、違反者には罰金を科すことのできる規定も盛り込んだ。これに関連して日本でも、テレビ番組の大食い企画に対し、「苦しそうに食べる姿に対する違和感」「食材を無駄にしている」「世界的なSDGs推進の流れからの逆行」を理由にした批判が起きている。
食糧難に陥っている貧困国の国民からすれば特に食べ物を無駄にしているように映りがちであるため、「食糧難に苦しむ国に寄付するべきだ」という主張も存在する。

## イベント・競技等
古くから、食に対する渇望から、腹一杯食べたいという欲求も根強く、それこそ無理矢理に腹一杯になるという催し物や競技は多い。日本ではわんこそば（岩手県）が良く知られているが、その他にも特大のメニュー（デカ盛り）を出す店や、特大のメニューを指定時間内で食べ終えたら代金は無料（その代わり食べ残したら実費を支払わなければならない）という飲食店の特別メニュー（チャレンジメニュー と呼ばれることが多い）や、テレビの特番物、地方町興しイベントとしての早食い競争は多い。特に近年にあっては食糧生産技術の向上により、食品が豊富にあることも、これら競技が成立する理由に挙げられる。
その一方で、飲食店においては大量の残飯（食品残渣）を生む可能性があることや、催し物に関しては早食いが元で喉に食べ物を詰まらせ窒息死する事件が起こる場合があったり、特にテレビ放送されるものについては、安全性などの観点からPTAや一般視聴者などから批判の声が多いため、これらを見合わせる動きもある。実際に2002年1月15日に愛知県の中学生が給食中にパンの早食い競争をし、喉に詰まらせたことが原因で同年4月24日に死亡する事故が発生し、TBSやテレビ東京など当時早食い競争の番組を制作していたキー局は大食い・早食い競技を題材とした番組制作を取り止めていた。3年後の2005年4月に、テレビ東京が対策を行った上で「元祖!大食い王決定戦」としてテレビでの大食い競技番組を復活させたが、依然としてこれらの番組に対する批判は根強い。
ギネス世界記録では、各地で記録更新に挑戦するあまり事故が多発したため、1990年代以降の刊行本では早食い・大食いに関する記録が一時掲載されなくなり、また挑戦者の安全に配慮されたルールに則らなければ新規登録・更新の申請受付けはしないと表明するようになった。しかし2000年以降、小林尊が6つのギネス世界記録を樹立し掲載されており、2010年代からは再び早食い・大食いの記録が幅広く掲載されるようになっている。

### 競技
早食い・大食いを競技として捉えた場合、一般的な定義（上記参照のこと）とはやや状況が異なり、
- 早食い競技 - 競技中に満腹を感じないほどの短時間（通常は数分間）で競う
- 大食い競技 - 競技中に満腹を感じるだけの余裕がある長時間（通常30分～60分間程度）で競う

としており、早食いと大食いを別物とみなす場合が多い。
特に早食い競技においては、非常に短い時間内で多くの食物を摂取しようとするあまり、喉に食物を詰まらせて呼吸困難に陥るなどの事故が起こる可能性が高いことから、素人向けの競技会においては近年早食い競技を回避する傾向が見られる。またかつて「日本大食い協会」（現在は消滅）会長だった岸義行は、「早食い競技と違い、大食い競技ではこのような死に至るような事故の起こる危険性は非常に低い」として「健全な大食い」という概念を主張していた。ただこれに対しては、小林尊が「水中毒に代表されるように、大量の食物や水分の摂取により体に異常をきたす場合もあり、そもそも『安全な大食い』というものは存在しない」と反論している。実際に、塩や水など生物の生存において基本的な物質の大食いで死亡した例があり、度を逸することに対する危険性が存在する。
一方で早食い競技を得意とする競技者（俗に「フードファイター」とも呼ばれる）の一部には、早食い競技をスポーツとして確立しようとする動きがある。日本では前記のテレビ番組中断のあおりを受けて現在その動きは停滞気味であるが、アメリカでは国際大食い競技連盟（IFOCE）という団体が存在し、『ネイサンズ国際ホットドッグ早食い選手権』を始めとする数多くの早食い・大食い大会を主催し、現在ではメジャーリーグ・イーティング（MLE）というシリーズに発展させているほか、フードファイターの世界ランキングを定めている。小林尊がアメリカの独立記念日にホットドッグの世界記録を倍にした事で、全米で大きな話題となり、アメリカのスポーツ専門テレビチャンネルであるESPNが『ネイサンズ~』の模様を生中継するなど、アメリカでは徐々に早食い競技がスポーツとして認知されつつある。
また別の観点では、批判的意見も早食い番組への意見などに見出せ、「生理的欲求の必要以上に消費すること」への批判も存在し、放送倫理・番組向上機構の視聴者意見などにも「食べ物を粗末にすべきではない」や「子供がまねて事故を起こしかねない」（または「事故もおきているのに不謹慎だ」など）のような批判も見出される。なおBPOへの意見では、「食べ物に関する意見」として収集されているところとして、グルメ番組を含め食べ物を扱う番組への批判として、低俗だとするもののほか食べ方のマナーが悪いなど、食事に関する行儀作法からはずれていると批判も見出される。
愛知県の中学校での生徒死亡事故以後、テレビ東京の「元祖!大食い王決定戦」では「大食いは健康であれ!」「危険な早食いは厳禁!」「食べ物に感謝を!」の三ヶ条を定めて番組内で説明するようにしている。
大食い客・フードファイターに対して、飲食店からはしばしば出入り禁止の処分が下される。しかし、中にはあえてフードファイター向けのチャレンジメニューを用意して、呼び込もうという動きも見られる 。

## ギネス世界記録達成者
ギネス世界記録では大食いなどの過剰摂取は記録として認めず、早食いの記録は「短時間で完了するもので、摂取する量が少ないもの」に限って認めている。
小林尊
ホットドッグ（3分間6本、2009年8月25日達成）
ミートボール（1分間29個、2010年3月8日達成）
ハンバーガー（3分間10個、2010年8月29日達成）（3分間12個、2014年7月11日達成）
ピザ（12インチ1分9.36秒、2012年2月12日放送）
トゥインキー（1分間14個、2012年1月23日放送）
パスタ
川島省吾（通称：劇団ひとり）
レモン（3個1分33秒、2008年4月28日達成）
にんにく（1分間早食い）
香取慎吾
ミルクセーキ（500ml9.5秒、2006年11月達成）。
鈴木崇大（通称：タカ (お笑い芸人)）
ミルクセーキ（500ml9.48秒、2007年12月達成）
工藤祥
玉ねぎ（210グラムのタマネギ1個45秒、2009年8月30日達成）
山口悠介
玉ねぎ（210グラムのタマネギ1個29秒56、2014年1月1日達成）

## 江戸時代
「視聴草」三集六によると、文化14年（1817年）、江戸両国柳橋の万屋八郎宅で、彼が経営する料理茶屋「萬八楼」の宣伝のために行われた大酒大食会があった。その一部を記せば、
- 飯連　帝の茶漬茶碗で万年味噌茶漬香の物ばかり
  - 54盃　唐辛子5把　浅草　和泉屋吉蔵　73歳
  - 41盃　小日向　上総屋儀右衛門　49歳
  - 68盃　三川島　三左衛門　41歳
  - 右之外多といへども略　之
- 鰻組
  - 筋鰻　代金1両3分　本郷春木町　吉野屋儀左衛門
  - 中筋　代金1両1分2朱　深川仲町　万屋吉兵衛
  - 同　代金1両2分　めし7盃　浅草　岡田屋千蔵
  - 代金1両2朱　めし5盃　両国米沢町　八木屋善助
  - 右之外略　之
- そば組　二八中盛上そば
  - 57盃　新吉原　桐屋五左衛門　43歳
  - 49盃　浅草駒がた　鍵屋長助　49歳
  - 63盃　池之端仲町　山口屋吉兵衛　38歳
  - 36盃　神田明神下　肴屋新八　38歳
  - 43盃　下谷　御屋敷者　52歳
  - 8寸重箱に9盃半　豆腐汁3盃　小松川　吉左衛門

古典落語「そば清」は、大食いを趣味とし、賭け金を狙う人物が主人公である。

## 作品
漫画・アニメ、ドラマ、映画などのメディアにおいて、大食い・早食いを題材とした作品や番組も存在する。従来の料理漫画と異なり、料理を作る描写は少なく、食べる行為の描写にウェイトをおいている。

### テレビ番組
バラエティ
- 有吉ゼミ（日本テレビ、2013年～）
  - 『ギャル曽根軍団VSチャレンジグルメ』のコーナーとして放送。

知識・競技系
- 日曜ビッグスペシャル 全国大食い選手権（テレビ東京、1989年～1991年）
- TVチャンピオン 全国大食い選手権（テレビ東京、1992年～2002年）
- 金曜テレビの星! 大食い王座決定戦（TBS系列、1998年～1999年）
- フードバトルクラブ（TBS系列、2001年～2002年）
- 元祖!大食い王決定戦（テレビ東京、2005年～）

ドラマ
- フードファイト - 2000年7月～9月において、日本テレビ(系)で放送されたテレビドラマ。

### 漫画
- 喰いしん坊! - 土山しげるの漫画作品。2004年 - 2009年の週刊漫画ゴラクで連載。
  - 大食い甲子園 - 『喰いしん坊!』の続編。2010年 - 2011年の週刊漫画ゴラクで連載。
- てんむす - 稲山覚也の漫画作品。2011年 - 2012年の週刊少年チャンピオンで連載。
- フードファイタータベル - うすた京介の漫画作品。2015年 - 2018年少年ジャンプ+で連載。
- サザエさん - 長谷川町子の漫画。大食い・早食いをテーマにした作品ではないが、磯野家の先祖である武士・磯野藻屑源素太皆が殿様の前でおはぎを38個たいらげて褒められたというエピソードがしばしば語られる。
- ドカ食いダイスキ! もちづきさん - まるよのかもめによる漫画。2024年よりヤングアニマルZEROで連載。大食い・早食い競技ではなく日常のストレス発散としての大食いを題材としている。
- 週末やらかし飯 - 小村あゆみによる漫画。2024年よりコミックDAYSで連載。こちらも日常のストレス発散としての大食いを題材としている。

## 事件・事故
早食いや大食いによって、死亡事故も発生している。
- 2002年1月15日、愛知県の中学校で、パンの早食い競争をして喉に詰まらせ、同年4月24日に死亡した[5][28]。テレビ番組の影響とされ、同年『フードバトルクラブ』や『TVチャンピオン』の「全国大食い選手権」「全国早食い選手権」は打ち切られた[29]。(参考:イベント・競技等)。

- 2008年10月17日、千葉県船橋市の峰台小学校で、小学6年生の男子児童が直径およそ10cmのパンを早食いし喉に詰まらせ窒息死した。

- 2012年10月9日(現地時間)、アメリカのフロリダ州で、ゴキブリ・ミミズ・ヤスデなどの昆虫を食べるコンテストが開かれ、計約160匹の虫を食べて優勝した32歳の男性が直後に倒れ嘔吐し始め、死亡した。検視の結果、気道が虫の死骸で塞がれ、胃内容物を誤えんし窒息した事故死と断定された。20~30人が参加したが、他の参加者は体調に異変は生じなかった[30][31]。

- 2019年4月8日に生配信をしていた女性が、約40名の視聴者に向けて「早食いではないが赤飯のおにぎりを一口で食べる」という旨の宣言をして食べ始め、喉を詰まらせ死亡した[32][33]。

- 2024年7月14日、中国で過激なモッパンで人気の24歳の女性が生配信中に死亡。彼女は、胃出血して入院し、退院翌日から毎日10時間以上休みなく食事をすることにこだわり、毎食10kg以上のものを食べていた[34][35][36]。

## その他
- ことわざとして、「早飯も芸の中（うち）」（早く飯を済ませれば、役立つこともあるため、芸といってよい）がある[37]。一方、大食いに関しては、「無芸大食」（大食以外の才無し）と否定的なことわざである[38]。